# Коржов (посёлок)
Коржов (укр. Коржів) — посёлок, входит в Немировский район Винницкой области Украины.
Население по переписи 2001 года составляло 0 человек. Почтовый индекс — 22856. Телефонный код — 4331. Занимает площадь 0,039 км². Код КОАТУУ — 523084203.

## Местный совет
22833, Вінницька обл., Немирівський р-н, с. Коржівка